# 天安门毛泽东像污损案

天安門城樓上懸掛的毛澤東畫像

天安門毛澤東像污損案是指在1989年5月23日下午2時，3位來自湖南省瀏陽市的青年魯德成、喻东岳和余志坚針對北京市天安門所懸掛巨幅毛澤東畫像所進行的毀損行動。三人最初為了聲援主張反對貪腐和要求中國共產黨改革的八九学运抗議學生而在5月19日前往北京市，后面他們則主張完全推翻中國共產黨並且建立民主政府。儘管余志堅和喻東嶽曾經向學生領導人提及建議和宣言但並沒有獲得答覆，之後認為無法和學生有進一步對話的三人於5月22日開始策劃針對毛澤東畫像的破壞行動。
第二天他們先是於附近購買了20顆雞蛋並且填滿油漆，之後就抵達畫像附近準備展開行動。三人先是於天安門城樓懸掛「五千年專制到此可以告一段落」和「個人崇拜從今可以休矣」標語，不久便將盛滿顏料的蛋殼扔向毛澤東畫像上。之後3人遭到由北京高校学生自治联合会大學學生組成的糾察隊抓住，並且送至帳篷中問話。最初三人認為可以藉此與學生領導人會面並且告訴他們其行動的象徵意義，但是參與學生則是擔心三人為中共政府為了故意抹黑抗議行動而派遣的間諜。最後決定在當天下午5時召開中外記者新聞發表會，會議上要求三人公開承認是個人作為而「與民主運動無關」。
隨後在當天晚上7時，北京高校學生自治聯合會將3人移交給北京市公安機關處理；而民主運動人士也在播出的電視節目上譴責這一行為，並且多次強調示威學生與3名青年污損毛澤東像的作為並沒有關聯。到了晚上10時遭到污損的毛澤東畫像被撤下來，並且隨即換上了備用畫像。之後魯德成、喻東嶽和堅分別被人民法院判處16年有期徒刑、20年有期徒刑和無期徒刑。這次事件之後，包括周勇軍、封從德、王丹和吾爾開希等學生領導人對於示威學生造成3人遭到公安機關逮捕並判刑感到抱歉，同時亦有以此次事件為主題的文學著作以及話劇表演出現。

## 背景
參與這次污損毛澤東畫像者分別是來自湖南省瀏陽市的喻東嶽、余志堅和魯德成，之後他們3人也被部分支持中華人民共和國民主運動的人士稱作「湖南三壯士」或者是「天安門三君子」。其中比余志堅和魯德成小5歲的喻東嶽在19歲時考上湘潭師專中文系，畢業後在湘潭市第三職業學校任教，他還在1985年時當選成為湘潭市板塘區人民代表，並且在1989年1月時如願調任到湖南省《瀏陽日報》擔任美術編輯。余志堅在湘潭師專化學系畢業後先是分配到瀏陽縣達浒鄉中學擔任化學教師，但之後則因為多次與校方有所衝突而被調往了更為偏僻的達浒鄉漣頭小學就任。魯德成則為湖南省汽車運輸公司瀏陽分公司的汽車修理工，在1985年時結婚並且兩人育有一個孩子。
喻東嶽和余志堅在過去湘潭師專曾經有過交流，後來倆人便經常在瀏陽縣見面並且談論現況，而魯德成跟余志堅過去則是小學和初中同學。在1989年4月16日時，北京市學生開始發起示威活動並且提出更加開放的政府與社會等要求，之後由於示威活動在5月時態勢不斷升級。受到示威學生決定進行絕食行動和中國各地都展開相關的聲援活動影響，余志堅前往《瀏陽日報》報社找喻東嶽並且表示要在天安門廣場上以自焚的方式來表示支持學生；儘管後來余志堅的決定遭到喻東嶽勸阻，但是兩人決定以更具體的行動聲援學生。當天下午余志堅就把自己的另一個朋友魯德成介紹給喻東嶽，之後3人決定隔天就前往北京市。

## 事件

### 前往北京
在出發前余志堅托人向學校表示因為母親生病而要請假回家照料，而魯德成也向公司謊稱要送妻子回娘家而請假離去；喻東嶽則是在向《瀏陽日報》報社社長留下便箋表示已經完成份內工作，因此希望能夠休假並且北上。5月18日上午，3人乘車經由湘潭來到了長沙市準備搭乘當天晚上9時點的特快列車直接前往北京市，3人在空餘時間參加了長沙市聲援北京示威學生的遊行隊伍。但由於覺得示威學生的口號過於空泛使得余志堅提議3人自行擬定口號，之後他們以「結束一黨專政，實現民主制度」作為橫幅文字、而在紙上寫下「恢復真正共和政體，打倒官僚統治」和「還政於民、還權於民、還自由於民。把封建制度送進歷史的垃圾堆！」等標語，之後3人署名為「湖南聲援團瀏陽分團」。
而由於擔心前往北京市後無法應付生活開銷，3人開始在長沙站郵局處擺設演講臺開始發表演講並且獲得一些民眾的捐款，並且攜帶着相機的喻東嶽也開始將3人的作為拍照記錄。在將寫有先前寫的標語懸掛在長沙站站前廣場後，3人便搭上火車並且和同樣要前往北京聲援的湖南省學生進行交流，喻東嶽還以「瀏陽報社」的名義組織簽名作為留念。在火車上透過余志堅口述、喻東嶽執筆的方式，3人草擬出了多方面批評中國共產黨執政的演講稿。5月19日時3人抵達了北京市，之後跟著遊行隊伍前往天安門廣場。但是進駐天安門廣場後3人發現自身看法與示威學生有所落差，並且也無法直接提供意見給當時負責的學生領導人。不過在1989年5月20日時北京市正式實施戒嚴，3人仍然跟著北京高校學生自治聯合會的糾察隊協助維持秩序並且防範軍隊進入天安門廣場附近。

### 污損畫像

遭到顏料汙損的毛澤東畫像。

5月22日10時因為不滿北京高校學生自治聯合會發表了《勝利大撤退》一文，支持繼續佔領天安門廣場的3人開始與一旁的學生辯駁；甚至喻東嶽執筆寫下了《何謂勝利？》和《民眾的民主之路在何方？》的廣播稿交給廣播站，但是廣播站卻並沒有回應。當天晚上余志堅表示希望能夠設法在天安門廣場上做出一些舉動，並且獲得喻東嶽和魯德成的支持。儘管一開始他們想到藉由天安門廣場上自焚的方式來呼籲學生不應該對於中國共產黨有所期待，但是擔心沒有事先的準備反而會引起他人的誤會，之後改決定將天安門城樓上的毛澤東畫像拆除。到了隔天早上，3人前往現場勘察發現將天安門城樓上懸掛的毛澤東主席巨幅畫像拆除並不可能，而以油漆將畫像刷除這個想法也因不實際而遭到否決，最後3人決定以雞蛋蛋殼塗抹油畫顏料來達到同樣效果。
而在5月23日當天，數百萬名參與示威活動的學生則計畫發起抗議活動以表達對於北京市實施戒嚴持續3天的不滿。到了中午12時3人買了雞蛋、油畫顏料、宣紙和墨汁等工具，並且在天安門廣場西側的北京中山公園內調配顏料並且裝入20顆蛋殼中。3人接著給自己的家人寫下了遺書，之後由余志堅起草文字、喻東嶽在宣紙上寫下「五千年專制到此可以告一段落」和「個人崇拜從今可以休矣」的標語。下午2時10分，3人先把兩張標語分別張貼在天安門城樓主城門門洞的兩側，並且余志堅也開始將附近的民眾加以驅離。在2時20分左右，由22歲的喻東嶽先行把裝滿顏料的雞蛋蛋殼往天安門廣場上的巨幅毛澤東畫像丟擲後，之後26歲的魯德成隨後也跟進開始丟擲蛋殼，另外25歲的余志堅則和其他學生一同維持附近的秩序。之後3人也高聲呼喊「打倒官僚政府！倡導自由民主！」的口號，並且獲得附近一些群眾的支持。
然而當時在天安門廣場上的示威學生也懷疑公安機關的便衣成員會企圖藉由事端抹黑學生抗議活動，並且為之後可能發生的鎮壓行動作為藉口。半小時候後隸屬於北京高校學生自治聯合會的糾察隊成員前往現場盤查3人身分，之後喻東嶽和魯德成馬上被抓住並且先送到了人民英雄紀念碑附近的糾察隊指揮部內。當時擔任學生糾察隊隊長的張健便詢問了兩人身分，之後張健告訴兩人之所以詢問行為的理由並且要求兩人應該負起責任。而另外一方面由於在過程中旁邊示威群眾的反對，使得余志堅反而是由北京工人自治聯合會的糾察隊帶走並且與周勇軍會面，但是之後北京高校學生自治聯合會則要求將3人集合以澄清事件。同時參與抗議活動的學生也很快在城樓下面掛起「這不是學生、人民幹的」的白布橫額，同時一些示威群眾的認為這一行為有辱國家和黨的象徵；而由於北京市天氣在之後隨即轉陰也使得許多民眾以為是因為汙損毛澤東畫像所造成的，對此魯德成之後表示：「這些都是中共專製文化下折射的東西。當時正值春夏之交，北京下雨的天氣，卻被民間神話了。」

### 移交公安
學生之後將3人帶到停靠在金水橋地麵包車隔離看管，期間則有《中國農民報》的記者對他們進行採訪。而參與抗議活動的學生們後續仍針對3人的行為和背景質詢了2個小時，但儘管3人在在拿出證件表明身分後仍然遭到許多學生的質疑。而無法信任3人的學生要求喻東嶽、余志堅和魯德成提出字條並且按壓手印，以聲明3人污損畫像的舉動與學生發起的示威活動並無關連。當天下午5時，學生進一步要求喻東嶽、余志堅和魯德成在中國國家博物館前出席中外記者新聞發布會，公開承認是其個人所為而且整個污損畫像的行動與學生發起的「民主運動無關」，不過3人也藉由記者會發表其政治主張。而在記者會結束後3人則接受中國中央電視台記者陳鐸的專訪，並且這段畫面則在當天晚上的《新聞聯播》上播出。同時在中華人民共和國國家安全部人員的要求下，當時留守天安門廣場的部分學生糾察隊成員被迫討論喻東嶽、余志堅和魯德成的去留。
其中一部分學生認為3人是受到中國政府的指使所派遣而來，另外一部分學生則認為這是自發行動，最後學生代表經投票表決後決定將3人先行交到公安機關處理。到了當天晚上6時，北京高校學生自治聯合會的糾察隊告知3人將把其移交北京市東城分局的天安門管理處。之後由代表北京高校學生自治聯合會的郭海峰負責這次移交過程，其中郭海峰向3人索取了名片並且要求簽名，3人則把在長沙站募款而來的剩餘資金遞交給他。而到了管理處時郭海峰要求負責人提供一份有著親筆簽名的收條，並且表示：「你有義務向我們通報這三人的下落，這件事我們以後一定還要過問的！」而在當天晚間晚播出的電視節目中，民主運動人士則聲明示威活動與3人毀損畫像的行為無關，並且亦對喻東嶽、余志堅和魯德成公開指責。而遭到汙損的毛澤東畫像在3時50分時，由天安門廣場上管理處便利用雲梯先以綠色軍毯覆蓋畫像。到了當天晚上10時25分，管理處在五建公司以及運輸公司的協助下把被污損的毛澤東畫像取下來，並且隨即換上了備用的毛澤東畫像。

## 後續

### 審判
喻東嶽、余志堅和魯德成在東城派出出所關一天晚上後先被移往東城區看守所，之後移送前往北京市第一看守所。到了6月15日時，中國公安機關針對3人的作為進行了正式的逮捕行動。而遭到逮捕的3人隨後在1989年7月11日時，於北京市中級人民法院的地下室開始就相關行動進行秘密審判。其中先前喻東嶽所拍攝有關在長沙市演講乃至於製作海報的照片便被檢察機關視為犯罪證物，而為了表示有法治基礎中國政府還以100元人民幣幫助3人聘請律師。在審判過程中喻東嶽還堅持3人毀損毛澤東畫像的行為實際上是一種行動藝術，不過整個審判過程大約經過2個小時便宣告結束。之後北京市中級人民法院宣布延期宣判，一直到同年8月11日時才正式提交判決書，其中魯德成、喻東嶽和余志堅分別被人民法院以「反革命破壞」和「反革命煽動」等罪名判處16年有期徒刑、20年有期徒刑和無期徒刑。
之後3人於1989年12月1日時先從北京市第一看守所送往湖南省衡陽監獄短暫共同服刑，期間喻東嶽和余志堅勸說魯德成盡量不要反抗中國共產黨並且盡量遵守規定生活，以便其出獄後能夠盡早為代表三人與外界聯絡。之後1990年初時，喻東嶽、余志堅和魯德成被分別分配到湖南省赤山監獄和湖南省永州監獄。其中被判16年有期徒刑的魯德成由於長年的監禁使得其妻子與其離婚，而由於教育水準較低使得中國共產黨認為他是三人中唯一可以改過者。魯德成在1998年獲得假釋出獄後仍然持續遭到中國政府的騷擾，不過他也嘗試與曾經參與抗議行動的學生有所聯繫；在2004年11月他離開中國並向聯合國難民署尋求庇護，但是1個月後遭到泰國警方以非法入境罪拘捕並且關押於泰國移民局拘留所，一直到2006年4月11日才抵達加拿大並且獲得永久居留權。而被判處無期徒刑的余志堅在2000年時假釋出獄，但是在2006年2月時因為發起絕食活動而遭到中國警方逮捕；在2009年時他經由泰國抵達美國，並且獲得政治庇護。
不過被判處20年有期徒刑的喻東嶽則在1992年時，因為長期的單獨禁閉和虐待而於監獄中開始罹患精神分裂症。並且他一直到2006年2月時才得以減刑出獄，之後在2009年時抵達美國並且獲得政治庇護。期間包括國際特赦組織和無國界記者等團體都針對喻東嶽在監獄服16年徒刑後罹患精神分裂症一事發表譴責，而對話基金會主席康原則認為喻東嶽「是最後一位獲釋的天安門事件重要人物」。同樣在六四事件期間擔任重要角色的劉曉波對此則表示：「對於一個青年人，因為往一個畫像上丟兩個臭雞蛋什麼的，居然就能夠被判20年，而且聽他家人説他現在已經精神失常了，連他的母親，接他的弟弟都不認識了。我想這在某種程度上代表了整個六四事件，這個喻東嶽釋放在某種程度上也是一個具有某種象徵意義性的事件。」

### 影響和評價
早在1992年時，同樣出身於湖南省的學生領導人唐柏橋便在為人權觀察所撰寫的《湖南人權報告》中提到喻東嶽、余志堅和魯德成的情況。但是儘管唐柏橋數度發起連署活動譴責中國政府對於3人的作為，但是長期以來包括學生領導人以及社會輿論並沒有給這次事件有高度關注。到了2002年6月時，湖南省的自由撰稿人陳少文在紐約的歷史文化刊物《黃花崗雜誌》上發表了《八九真英雄 湖南三壯士》一文，內容介紹了整起事件的經過並且對於其作為給予了高度評價。周勇軍在看完這篇文章後，在2004年8月4日也發表了長篇調查報導《我與「湖南三壯士」事件》作為紀念，並且開始呼籲社會大眾以及其他曾經參與學生運動的人士關注此事。另外華裔加拿大作家鄭霭玲則是在2009年時，與加拿大藍燈書屋合作出版了以這次事件為主題的著作《毛像上的雞蛋：一位污損神像、揭露專制的普通人的故事》。而魁北克劇作家卡罗拉·弗雷谢特在報紙上得知有關喻東嶽出獄消息後也開始調查相關資料，並且在2012年時以此為題材創作了話劇《想到喻》（Thinking of Yu），內容講述了喻東嶽的故事以及不同人對於此次事件的看法。
到了今日，許多參與抗議行動的學生領導人都對於造成喻東嶽、余志堅和魯德成遭到公安機關逮捕並且判刑一事感到抱歉，同時一些評論也將這次汙損畫像事件和民主女神以及王維林阻擋坦克列為六四事件期間的象徵性作為。其中獨立撰稿人余杰便表示：「湖南三君子史無前例地挑戰神壇上的毛澤東，堪稱反獨裁、反暴君的偉大壯舉。他們的所作所為決非一時興起，而是經過深思熟慮……他們為此付出了慘痛的代價……」在2005年3月時，封從德發表了《天安門三壯士的歷史教訓──我見證的砸毛像事件》一文並且認為當時由於天安門廣場上並沒有明確領導組織而造成這次事件發生。在2006年4月25日時，周鋒鎖等曾經參與示威活動的人士便趁著魯德成前往美國時於招待會上公開表示歉意；而同年5月4日時，包括王丹、吾爾開希、王超華和蔣品超等人在慶祝魯德成獲得釋放的連署聲明中發表道歉聲明，表示對於當時學生決定將3人交給公安機關處理而導致3人遭到監禁感到遺憾。不過外地高校學生聯合會總指揮連勝德則表示雖然對於3人之後的結果感到難過，但是並不認為將3人移交給公安機關是錯誤的做法。而鄭義則在文章中提到他並無法認定將3人移交給公安機關是否是正確決定，但是他仍然對於3人在監獄中的待遇感到十分難過。

### 類似行動
自從1989年喻東嶽、余志堅和魯德成三人向毛澤東畫像丟擲雞蛋以後，中國還至少發生過三次與天安門懸掛的毛澤東畫像有關的破壞案件。其中第一次發生在2007年5月，根據官方媒體新華社報導指出一名來自烏魯木齊市的無業男子向畫像投擲燃燒物而造成局部損壞；隨後天安門廣場便遭到封鎖並且因為這次事件而提高戒備層級，而根據報導指出該人遭到警方拘留但是當前下落不明。第二次破壞事件則是發生在2010年4月5日下午，一名從黑龍江省前往北京市的抗議人士向畫像潑灑墨水，以希望各界能夠重視人權問題，後來他則被北京市警方拘留。
第三次事件則是發生在2014年3月5日時，一名年約30歲的抗議人士孫兵前往天安門廣場，希望藉由全國人民代表大會召開期間向政府表達不滿。之後他向毛澤東畫像左下角潑灑油墨，該名抗議人士很快被警方拘留，当局亦隨即建立封鎖線包圍現場。由於孫兵過去便曾因為故意犯罪而被判處有期徒刑，其本次犯罪属于刑满释放5年內的累犯，依中国法律从重处罚。最終北京市東城區人民法院作出一審判決，以尋釁滋事罪判處孫兵有期徒刑1年2個月。

## 外部連結
- （繁體中文） 八九真英雄　湖南三壯士